# Szépasszony-völgy
A Szépasszony-völgy Eger legnagyobb kiterjedésű, összefüggő borpincés területe. A ma közel 200 pincét számláló Szépasszony-völgy az elmúlt évszázadokban szorosan összekapcsolódott az egri borok hírnevével.

## A Szépasszony-völgy rövid története
A völgy nevéhez legendák sora fűződik. Bakó Ferenc néprajzkutató szerint a "Szépasszony" az ősvallás egyik istenasszonya volt, Vénuszhoz hasonló alak, a szerelem istennője. Neki mutattak be áldozatot ezen a helyen. A földművesek egy híresen szép asszonyról mesélnek, aki itt árusította az egyik pincében a jó egri bort. Mások szerint egy úri villa kikapós szép asszonyáról kapta nevét a völgy. A levéltári adatok alapján nem állapítható meg egyértelműen a név eredete, mint ahogy az első pincék építésének ideje sem.
Az azonban bizonyos, hogy 1774-ben kezdték a völgy Öregsorának kialakítását püspök-földesúri engedély alapján. A pinceépítést fokozta Barkóczy püspök gazdaságpolitikája, aminek következtében fellendült a bortermelés, kialakult a bor piaca, tehát szükség lett megfelelő tároló helyiségekre.
1781-ben, 32 borospincéről számol be egy összeírás. Az egri bor hírneve az elmúlt évszázadban szorosan kapcsolódott össze a több mint 150 pincét számláló Szépasszony-völggyel. A völgy mai pincecsoportja a második világháborút követően, a földreform után épült meg.
Eger és a környékén található pincék, kevés kivételtől eltekintve, riolittufába vágott lyukpincék. A riolittufa kiválóan alakítható, benne a bor állandó 10-15 °C-os hőmérsékleten tartható. Sajátos típust alkotnak, eltérően az Alföldön használatos, bár földalatti, de tégla- vagy kőboltozatos pincéktől, vagy a Dunántúl egyes borvidékeinek a föld fölé épített kő vagy borona présház pincéitől. Az említett dunántúli és az észak-magyarországi forma között a lényeges különbség abban áll, hogy míg a dunántúli pincék keletkezésekor a borház volt az első, addig Egerben és környékén a földbe vájt üreg, mint a bor tárolásának és érlelésének helye, melyhez csak későbbi időkben járult a borház.
A felszín alatti bortárolás nem általános és nem túl régi kialakulású jelenség Európában. A kőbe vágott lyukpincék Magyarország egyes borvidékeire jellemzőek. A felszín alatti lyukakban, föld alatti folyosókban történő bortárolás a múltban egyedül Észak-Magyarországon, nevezetesen a Tokaj-Hegyalján, a borsodi Hegyközben, továbbá Eger és Gyöngyös vidékén volt általános.
A Szépasszony-völgy területe az egri püspök tulajdona volt. Pincét vágni csak a püspök engedélyével lehetett. Így alakulhattak ki a csoportos, egyidejűleg vágott, utcába rendeződött pincék sorai.
Eger híres szőlészetéről, melyet a XIII. századi telepesek honosítottak meg. Eger és környéke történelmünk jeles eseményeinek volt színtere, amikor 1552-ben a maroknyi magyar sereg megállította a török hódítók hadjáratát. A magyar történelem emlékei a csodálatos fekvés, a kulturális élet, a gyógyvizek és a fürdők. A bő négyezer hektáros történelmi borvidék az ország leghíresebb vörösborának, az Egri Bikavérnek bölcsője. A törökök kiűzése után a vidék borászata fejlődésnek indult, aminek időlegesen az 1886-os filoxéravész vetett véget. A teljesen kipusztult szőlők újratelepítésekor igyekeztek korábban nem ismert fajtákat is meghonosítani. A múlt évtizedben az egri borászok külföldön is bebizonyították, hogy az itt termett Leányka, Királyleányka, Hárslevelű, Olaszrizling, Muskotály, Tramini, Szürkebarát és Chardonnay szőlők leve bármely hazai vagy külföldi vetélytárssal állja a versenyt. A szakemberek szerint az egri Kékfrankos, Blauburger, Merlot, Cabernet Sauvignon, Cabernet Franc és Pinot Noir szőlők borai is nagy nemzetközi sikerre számíthatnak, ha a vidék lehetőségeit a borászok jól kiaknázzák.

## A Szépasszony-völgy ma
A "pinceváros" 1999-ben ébred fel álmából, amikor a Szépasszony-völgy kijelölt gazdája lett a Városgondozás Eger Kft.
Eger Megyei Jogú Város Önkormányzatának, a Kft.-nek és a Gazdasági Minisztérium Széchenyi Terv keretein belül nyújtotta pályázati lehetőségeinek köszönhetően. 2000-ben megépült a központi díszpark és az autóbuszok, személygépjárművek várakozására egyaránt alkalmas burkolt parkoló.
A parkban került elhelyezése a neves művészházaspár, Debreczeni Zsóka és Pelc Zoltán két köztéri szoboralkotása: a "Szépasszony" és a Hordón ülő Bacchus.
Ebben az évben rendezték meg először, hagyományteremtő jelleggel, az augusztus 20-i Állami Ünnephez kötődve, a Szépasszony-völgy Fesztivált. A következő évben megkezdődtek a "Piknik park" munkálatai, mely 2002-ben nyerte el végleges arculatát.
Egy régi probléma megoldását jelentette, a mutatványos és vásározó tevékenységnek kulturált helyszínt biztosító vásártér kialakítása a 2003-as év tavaszán. Ezek a beruházások jelentős mértékben megélénkítették a völgy életét. A pincetulajdonosok egyre nagyobb létszámban alakítják át, újítják fel, szépítgetik borházukat és pincehomlokzataikat.
A Szépasszony-völgy életében a következő mérföldkövet a 2004-es év jelenti. A Városgondozás Eger Kft. helyett ez év márciusától az Egri Vagyonkezelő és Távfűtő Rt. (Evat Rt.) veszi át az üzemeltetési feladatokat. Az Rt. céljai között szerepel a szabadtéri színpad felújítása, elősegítve a vonzó feltételek megteremtésével a program szervezők munkáját. A nézőtéri padok rendbetétele, valamint a színpadhoz tartozó öltözők és zuhanyzó blokkok kialakítása szintén a tervezett programok között szerepel, kényelmesebbé téve így a vendégelőadó művészek munkáját.
Az esztétikus utcabútorok, az ápolt zöldterületek, a kialakított szalonnasütő helyek, a szabadidős rendezvények folyamatosan növekvő száma, mind-mind hozzájárulnak a terület töretlen fejlődéséhez, egyre több hazai és külföldi vendég megelégedésére.
A Szépasszony-völgy nyári rendezvényeinek egyik fő helyszínét jelenti az 1984-ben épült, 2013-ban felújított szabadtéri színpad.

## A szépasszony-völgyi pincékben kóstolható leggyakoribb borok
Egri Olaszrizling
Üde zamatú, markáns savú, kesernyés utóízű fehér száraz bor.
Egri Leányka
Rendkívül kellemes, szőlővirágra emlékeztető illatú, gazdag zamatú, kissé lágy, tüzes fehérbor. Száraz, félszáraz és félédes borként forgalmazzák.
Egri Muskotály
A friss muskotályszőlő illatát és zamatát magában hordozó félédes fehérbor.
Egri Chardonnay
A szőlőfajta adta lehetőségekkel élve az üde, friss, reduktív, gyümölcsös borok mellett újabban megtalálhatóak a barrique (új, kiégetett tölgyfa hordó) erjesztésű-érlelésű borok is.
Egri Kékfrankos
Élénkvörös színű, diszkrét gyümölcsillattal bíró vörösbor. Üde savas jellege az idősebb boroknál finom ízharmóniában oldódik föl.
Egri Cabernet Sauvignon
Mélyrubin színű, intenzív gyümölcsillattal bíró hosszan tartó ízű, gazdag zamatú száraz vörösbor.
Egri Bikavér
Élénk, rubinszínű, illatában a gyümölcsösséget és az érleltséget komplexen magában hordozó, savaiban férfiasságot mutató, bársonyos harmóniájú száraz vörösbor. Az Egri Bikavér szabályzata szerint előállításához legalább három, a Hegyközség rendtartásában engedélyezett szőlőfajta borának házasítása szükséges.